# Devon
Devon es un condado ceremonial de Inglaterra. Tiene una población estimada, a mediados de 2022, de 1 232 660 habitantes.
Comprende el condado no metropolitano homónimo y dos áreas de autoridad unitaria: Plymouth y Torbay.

## Toponimia
El nombre en inglés del condado es Devon (pronunciado /ˈdʲɛvən/). En córnico es Dewnens. El nombre Devonshire se utilizó durante un tiempo aunque en la actualidad ha caído en desuso y se utiliza solo para algunos nombres oficiales, como el de duque de Devonshire. 

## Historia
Devon fue una de las primeras áreas de Inglaterra que estuvo habitada, al final de la edad de hielo. Se cree que Dartmoor estuvo habitado durante el mesolítico por tribus de cazadores. El nombre "Devon" deriva del nombre que dieron los romanos al pueblo celta que vivía al suroeste de la isla de Britania durante la conquista romana: les llamaron Dumnonii, que se cree significa habitantes del valle profundo.
Los romanos mantuvieron la zona bajo ocupación militar durante aproximadamente veinticinco años. Más tarde, la zona sirvió de frontera entre la Dumnonia britana y el Wessex sajón.
Durante el siglo IX, el control sajón de la zona vino de los vikingos y de algunas incursiones esporádicas hasta la conquista normanda. Algunos nombres de origen nórdico han quedado como muestra de la presencia vikinga en el condado.
Devon ha participado también en la mayoría de los conflictos ingleses desde la conquista normanda, incluyendo la Guerra de las Dos Rosas. El hecho quizás más destacable es la llegada de Guillermo de Orange a Torquay para iniciar la Revolución Gloriosa en 1688.
Devon fue productor de cobre y de otros metales en la antigüedad. El condado es también conocido por marineros como sir Francis Drake o sir Walter Raleigh.

## Ciudades principales
- Exeter
- Plymouth
- Torquay
- Ivybridge